# 梓川
梓川（あずさがわ）は、長野県松本市を流れる信濃川水系犀川の上流域を示す別称。

## 地理

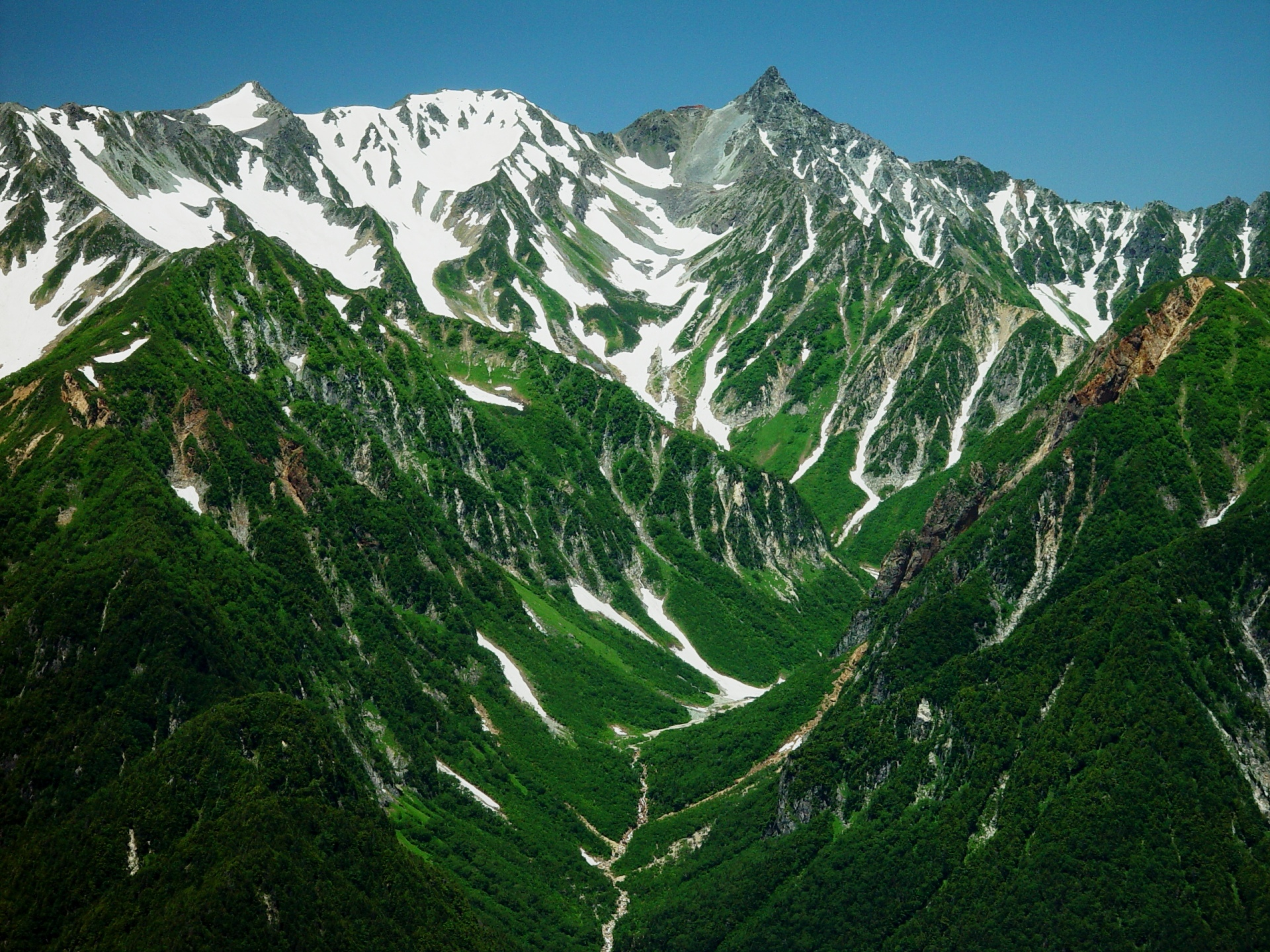
梓川最上流部の槍沢と源となる槍ヶ岳

長野県松本市の北西に位置する飛騨山脈（北アルプス）槍ヶ岳に源を発し南流する。上高地で大正池を形成し、梓湖（奈川渡ダム）に注ぐ。島々で東に向きを変え、新淵橋を過ぎてまもなくから下流には右岸の波田と左岸の梓に河岸段丘をつくっている。
松本市大字島内で奈良井川を合わせ犀川と名を変える。奈良井川との合流点手前のラーラ松本付近では、奈良井川で取水した拾ヶ堰と勘左衛門堰が地下を横断する。
奈良井川や高瀬川とともに流域の林野は中部山岳森林計画区となっている。

## 歴史
流域は古来梓の産地であり、梓弓の材料として朝廷にも献上されていて、このことが川の名前の由来になったとも言われている。

## 利水
梓川の水は、発電用と、農業用灌漑のために、古くから用いられてきた。このため、新淵橋よりも下流の松本盆地での流量は豊かだとは言えない。

### 発電用
水路式発電所は上高地に近い上流から、盆地部に下りての昭和電工赤松発電所・梓水力発電所まで、流域の各地に造られて古くから稼働してきた。1969年（昭和44年）11月には、奈川渡ダム、水殿ダム、稲核ダムの梓川3ダムが完成した（それまで梓川にはダム式発電所がなかった）。この梓川3ダムは揚水発電所として運用されている。このため、下流のダム湖の上端が上流のダムの下まで来るように造られている．

### 灌漑用
「堰」は一般には、川を堰き止める構造物をさすが、松本盆地ではその堰から取水して水を流す人工河川をも「堰」（読みは「せぎ」）といい、たくさん存在する。梓川から取水するものだけでなく、烏川から取水する烏川用水、犀川から取水する矢原堰、奈良井川から取水する拾ヶ堰・勘左衛門堰なども知られている。
和田堰は古く、937年以前に完成していたといわれる。また、寛政時代から企画されて明治初めに着工された波田堰は、立案した時すでに12の堰があり、新たに堰を通すには水利権を持つ12の堰の承認を得なければならず、このことが築造に際しての最大の障壁だった。これら12堰のうち『波田堰百年史』が名を挙げている7か堰は次の通りである。榑木堰、中萱堰、鳥羽堰、島堰、高松堰、北方堰、飯田堰。
梓川3ダムが完成したころから、地下式水路による灌漑も行われるようになった。このため、対象畑作地域では細かく灌漑用配水管が地下に設置されている。灌漑用の水路構成については、「支流・ダム・取水など」を参照。

## 流域の自治体
長野県
松本市、安曇野市

## 橋梁
- 横尾大橋
- 新村橋
- 明神橋
- 河童橋
- 田代橋
- 穂高橋
- からまつ橋
- 中の湯橋（国道158号線）
- 上坂巻橋（国道158号線）
- 坂巻橋（国道158号線）
- 白なぎ橋（国道158号線）
- 芝そり橋（国道158号線）
- 桧べつり沢橋（国道158号線）
- 榾小屋橋（国道158号線）
- 雲間の滝橋（国道158号線）
- 栂桜橋（国道158号線）
- 沢渡橋
- 沢渡大橋（国道158号線）
- 梓湖大橋（国道158号線）
- 前川渡大橋（県道84号線）
- 奈川渡ダム
  - ダムの上が国道158号になっている。
- 安曇橋
- 藤橋
- 家の向橋
- 稲核橋（国道158号線）
- 雑炊橋
- 龍安橋

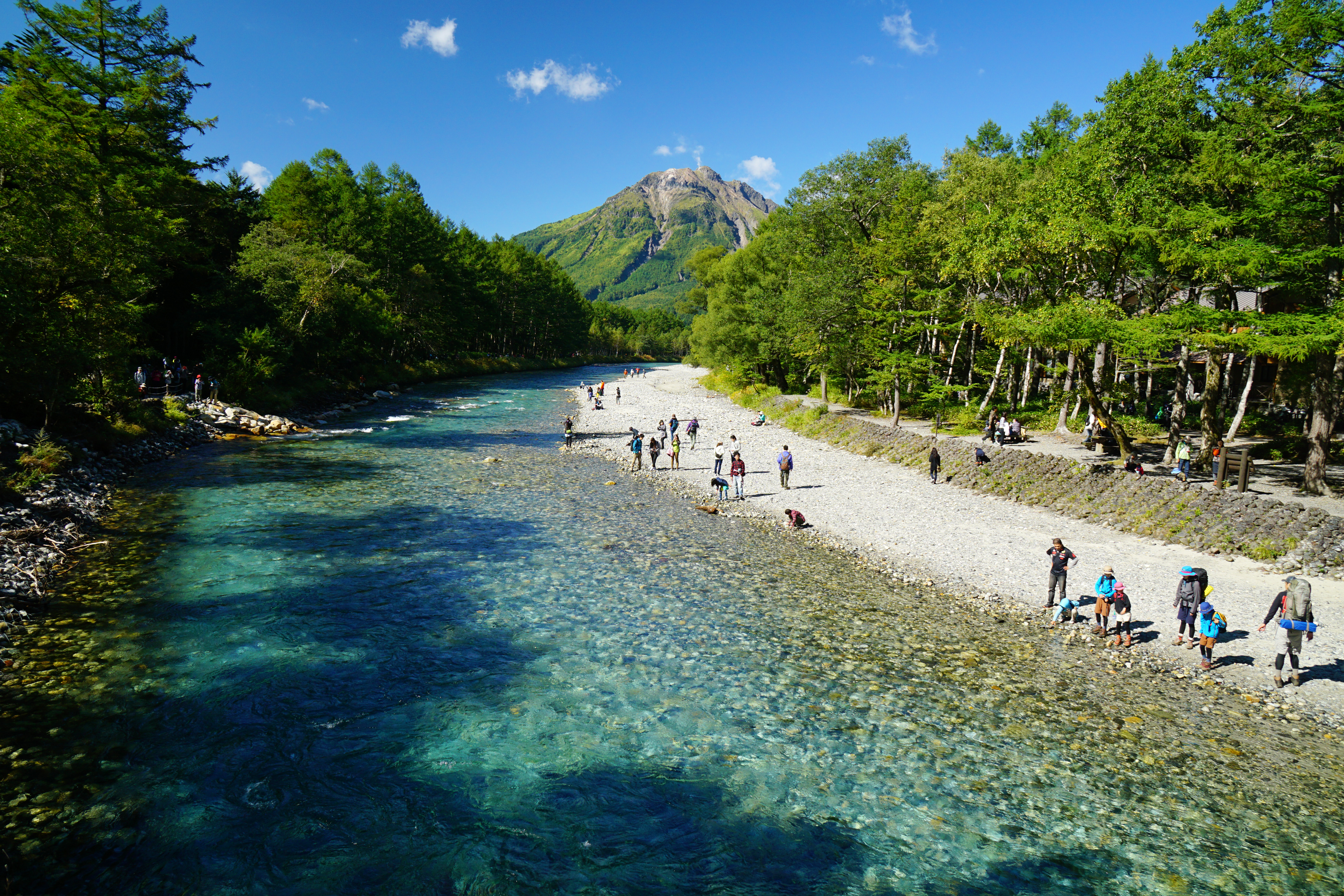
河童橋から下流を望む

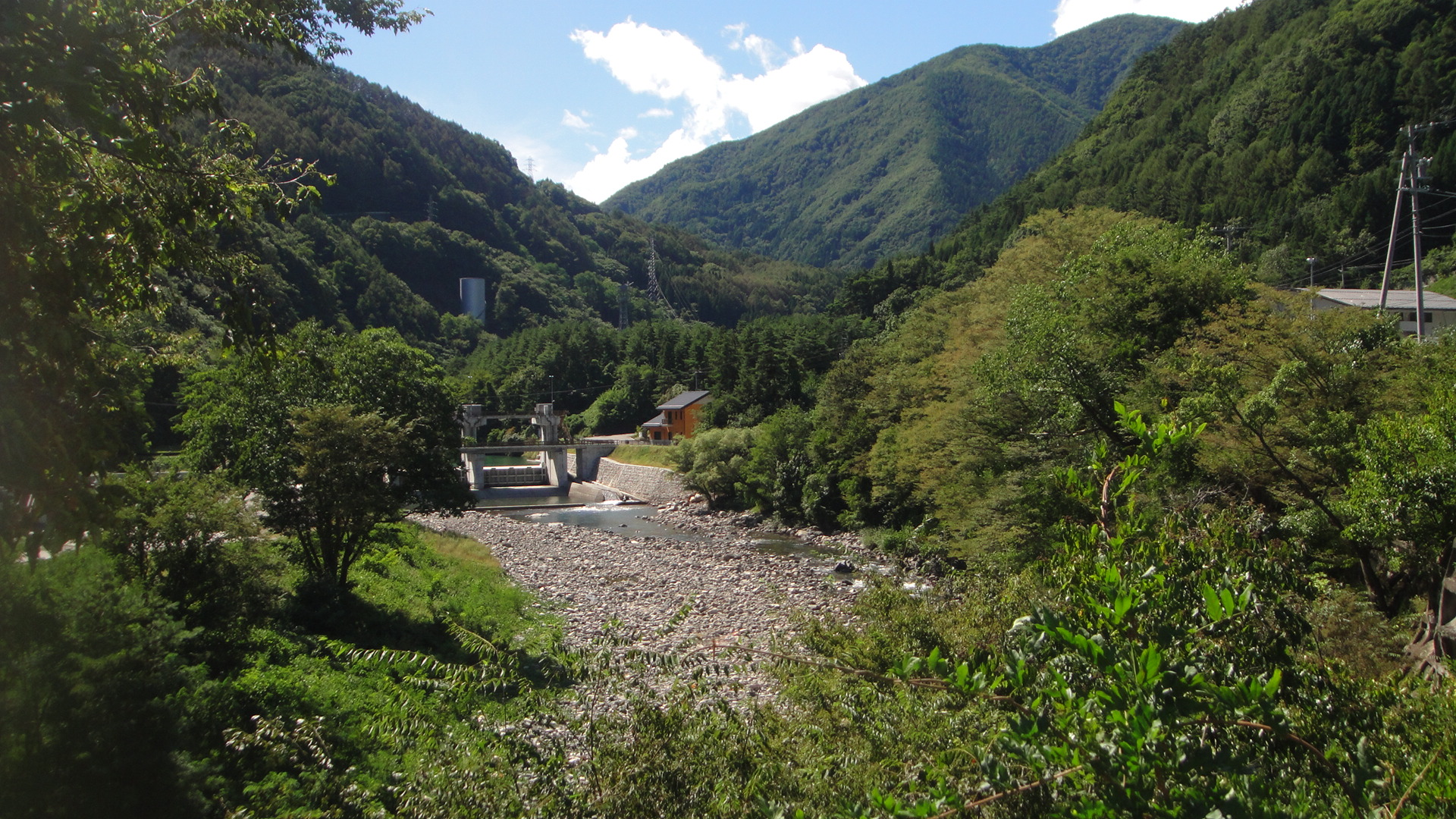
梓川頭首工左岸側を下流から望む

- 梓川頭首工（徒歩横断できるが、実際には猿害防止の電気柵が設置されている）
- 新淵橋（国道158号線）
- 八景山橋
- 梓川橋（県道25号線）
- 下島橋（県道315号線）
- 倭橋（県道48号線）
- 中央橋（県道320号線）
- (大糸線の橋梁)
- 梓橋（県道48号線）
- 梓川橋 （長野自動車道）
- アルプス大橋
- あずみ野橋（梓川最下流の橋）

## 支流・ダム・取水など
梓川
- 横尾谷からの川
- 徳沢からの川
- 湯川
- 霞沢
- 前川
  - 小大野川
  - 一の瀬沢
- 奈川
  - 黒川
- 奈川渡ダム
- 大白川
- 水殿川
- 水殿ダム
- 共用隧道（稲核ダムから灌漑・発電共用取水）
  - 竜島発電所
  - 右岸上段幹線
    - 黒川堰
    - 第1号～第7号幹線（ほとんどが暗渠）
- 稲核ダム
- 黒川
- 島々谷川
  - 南沢
  - 北沢

- 梓川頭首工（灌漑用取水）
  - 導水幹線

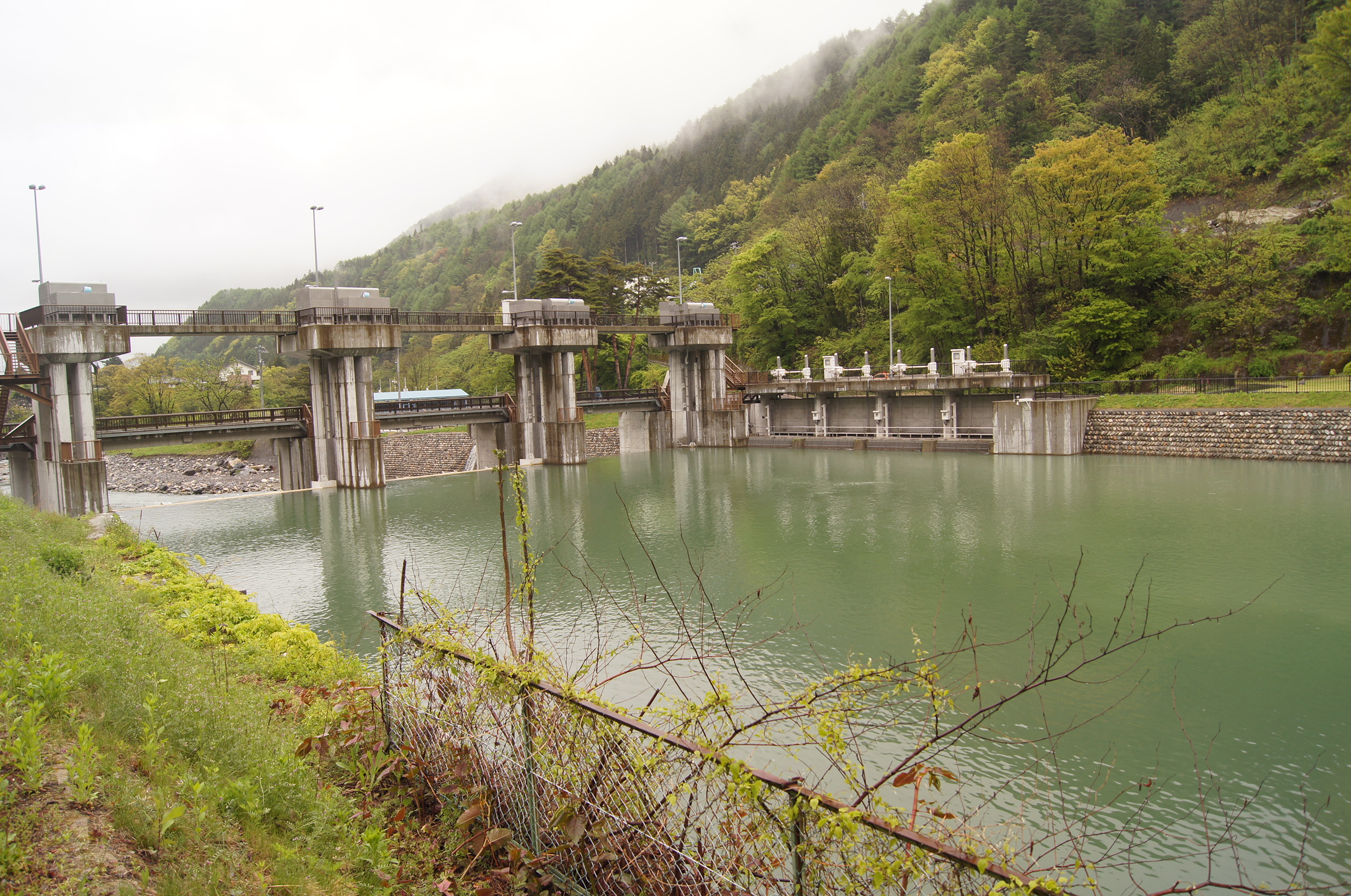
梓川頭首工。ここで取水された水は導水幹線と梓川隧道にわけられる。導水幹線の水は、上海渡分水工で、右岸幹線・波田堰・左岸幹線にわけられる。梓川隧道の水は、昭和電工赤松発電所で発電の用に供された後、赤松分水工で、梓川右岸幹線と梓川左岸幹線にわけられる

    - 右岸幹線（すべて暗渠で、支線名は番号なので省略。最南端は塩尻市桔梗ヶ原・平出）
    - 波田堰
    - 左岸幹線（ほとんどが暗渠で、支線名は番号なので省略。最北端は安曇野市有明岩岳の天満沢川の南岸）

  - 梓川隧道
    - 梓川右岸幹線
      - 新和田神林堰
      - 和田堰
      - 新村堰
      - 榑木堰
        - 栗林堰

      - 島内堰

    - 梓川左岸幹線
      - 立田堰
      - 左分岐
        - 長尾堰
        - 小田多井堰
        - 温堰
          - 住吉堰

      - 右分岐
        - 横沢堰
        - 庄野堰
        - 中萱堰
        - 真鳥羽堰